# オデコのこいつ
「オデコのこいつ」は、三善晃の童声合唱組曲。作詩は蓬萊泰三。

## 概説
1972年（昭和47年）、ひばり児童合唱団の委嘱により作曲され、同団によって初演された。指揮＝田中信昭、ピアノ＝田中瑤子。三善にとってはじめて、子どもの声（童声）のために書かれた合唱作品である。
蓬莱の書き下ろしの詩に作曲した。詩では、ある日男の子のオデコの中に一人の黒人の子が住み着き、やせ細ってお腹だけ大きいその子は「ビアフラ」という言葉だけ伝える。「ビアフラ」が何のことなのかわからず戸惑う男の子であるが、男の子が見る夢は明らかにビアフラ戦争とその戦時下における悲劇である。「ひばり児童合唱団の子どもたちに、蓬莱泰三さんが、あの詩をお書きになったというショックがすごかったです。これをあの子どもたちに歌ってもらうのに、どう書いたらいいのか。かれらを信じなければこういうテーマでは書けない、と、ある種の賭けのようなものがありました。」と三善は述べる。また田中瑤子も「ひばりのお子さんたちと合宿に譜読みの段階からごいっしょして、朝九時から練習して、午後一時から練習して、夕ごはんを食べてまた練習ということを続けて、三日めくらいに子どもたちは「また?吐きそう」って言ってるんです」と述べ、演奏者にとっても衝撃をもって迎えられたことがうかがえる。
曲中では不協和音が多用され、1970年代の三善の作品に多く見られた前衛的な作品の系統に属するものであるが、終曲には調性感が残る。また「五線紙とかピアノといったものは最後の手段として使うだけで、それより前に一音一音を心の中で洗いつづけました。」として、不確定記譜を用いずいわゆる「前衛音楽」とは一線を画す三善の作曲態度が見て取れる。
「コンクールなんかでもたくさん取り上げられている」曲でもある。

## 曲目
全5曲からなる。
1. おまえはだれだ
2. なんだったっけ
3. ゆめ
4. けんか
5. なぜ?

## 楽譜
全音楽譜出版社から出版されている。